# François Daudin Clavaud
François Daudin Clavaud est un flûtiste et compositeur français, né le 9 février 1959 à Lille. 

## Œuvres
François Daudin Clavaud a écrit de nombreuses pièces pour le Trio d'argent, ensemble de musique dont il est membre. Dans le cadre de l'IRCAM, il compose en 2011 la pièce Courants d'air avec Leon Milo.

### Pièces pour le Trio d'argent
Instruments : trois flûtes (piccolos, flûte en do, en sol et basse).
- Deseo de Sol
- L’ombre de l’aile (avec texte de Jeanne Gatard)
- D’ici et d’Ailleurs (avec sons mémorisés)
- Freestyler
- Shanghai’s Bund (avec sons mémorisés du conservatoire de Shanghai)
- Miroirs (flûtes en bambou)
- Transafrica (avec percussions)
- Mambo (avec percussions)
- Praïa da Bahia (avec percussions)
- Tahara, Girafe d’Égypte (trois flûtes Peuhl avec sons mémorisés)
- Le souffle d’Hermès

### Pièces pour petits ensembles
- La Muse de Sang pour petit ensemble (voix, flûte-piccolo, contrebasse, percussion, piano), sur un recueil de poème de Marc Larreguy de Civrieux ; commande de l’Institut Français de Naples.
- Shadow Blues Music (suites d’estampes pour flûtes et percussions)
- Mi nature pour trio avec flûte ou violon, violoncelle et piano

### Pièces d’ensemble
- Gaïa pour dix flûtes
- High Way pour violoncelle solo et six flûtes
- Carillons pour orchestre d'harmonie (Commande de l’Orchestre d'Harmonie de Harnes)
- Freestyler pour orchestre d’harmonie
- Rhapsodie 1906 pour orchestre d’harmonie

### Oratorio
- Paroles de Pas, oratorio profane multimédia, avec une voix, cinq musiciens, un danseur (sur écran) et un environnement multimédia (traitement du son et des images en temps réel), création 2010.

### Autres pièces
- Altérité pour flûte seule
- Petite Rhapsodie pour piccolo ou saxo et piano

### Pièces pour le théâtre
- Shadow Blues pour flûtes et percussions en bambou pour un spectacle présenté dans la cour du Palais des ducs de Bourgogne à Dijon ; commande de la compagnie Arto à Nevers.
- La grande Gigue, sons mémorisés pour un spectacle théâtral autour d’un texte de Jeanne Gatard.